# Francesco Monachesi
Pour les articles homonymes, voir Monachesi.
Francesco Monachesi, né en 1817 à Macerata et mort en 1893, est un peintre italien, connu pour ses portraits.

## Biographie
Son père l'envoya étudier à Rome sous Tommaso Minardi, mais après la mort de ses parents, il a été contraint de retourner à Macerata. Là, il a enseigné à la Scuole Tecniche di Macerata. Il est surtout connu pour ses dessins à la plume et ses portraits, y compris en miniature. À l'Exposition Internationale de Rome, il expose : La Concezione, et Vénus de Médicis. Il a également peint à l'huile, et un portrait dal vero sur de l'ivoire, et un buste, également exposés lors de cet événement.